# Эриксен, Альфред
Альфред Эриксен (норв. Alfred Eriksen; 30 августа 1864, Христиания — 4 мая 1934, Осло) — норвежский пастор, политик, журналист, издатель и педагог; доктор богословия.

## Биография
Альфред Эриксен родился 30 августа 1864 года в столице Норвегии городе Осло в семье часовщика Хенрика Эриксена (1825–1870) и Эмили Катрин Кристофферсен (1825–1902). Получил среднее образование в Соборной школе родного города в 1883 году, затем изучал богословие, получив степень кандидата богословия, а  в 1888 году получил степень по богословию. Проработав год учителем в Олесунне, он  в 1891 году был назначен викарием в Карлсёй и занимал эту должность до 1910 года, когда стал викарием в церкви Валеренген. Ещё будучи священником, он защитил докторскую диссертацию.
В 1902 году Эриксен основал газету «Nordlys» и до 1911 года был её первым редактором. В 1913 году он основал издание «Dagens Liv», однако последний проект оказался недолговечным. Также опубликовал популярную книгу по истории религии «Religionsbilleder og kulturskildringer» (1901) и книгу по юриспруденции «Lovbok for folket» (1903) в которой на доступном языке изложил доктрину социал-демократии.
С конца XIX века Эриксен принадлежал к социал-демократам Норвежской рабочей партии, активно агитируя за неё в печати. В 1903 году избран, в 1906 году переизбран в стортинг, где стал лидером социал-демократмческой партии. После разрыва унии со Швецией отстаивал республиканский строй. 
Альфред Эриксен скончался 4 мая 1934 года в родном городе.
За заслуги перед отечеством он был награждён норвежской медалью «За выдающиеся гражданские достижения».
С августа 1890 года Эриксен был женат на дочери викария Сигрид Мари Вексельсен (1866–1960); в этом браке родился Сольвейг Эриксен (1903—1993) — будущий журналист и писатель.

## Избранная библиография
- Vilje. En psykologisk afhandling. 1896.
- Religionsbilleder og kulturskildringer. 1901.
- Lovbog for folket. 1903.
- Slettensaken. 1906.